# Edward Leszczyński

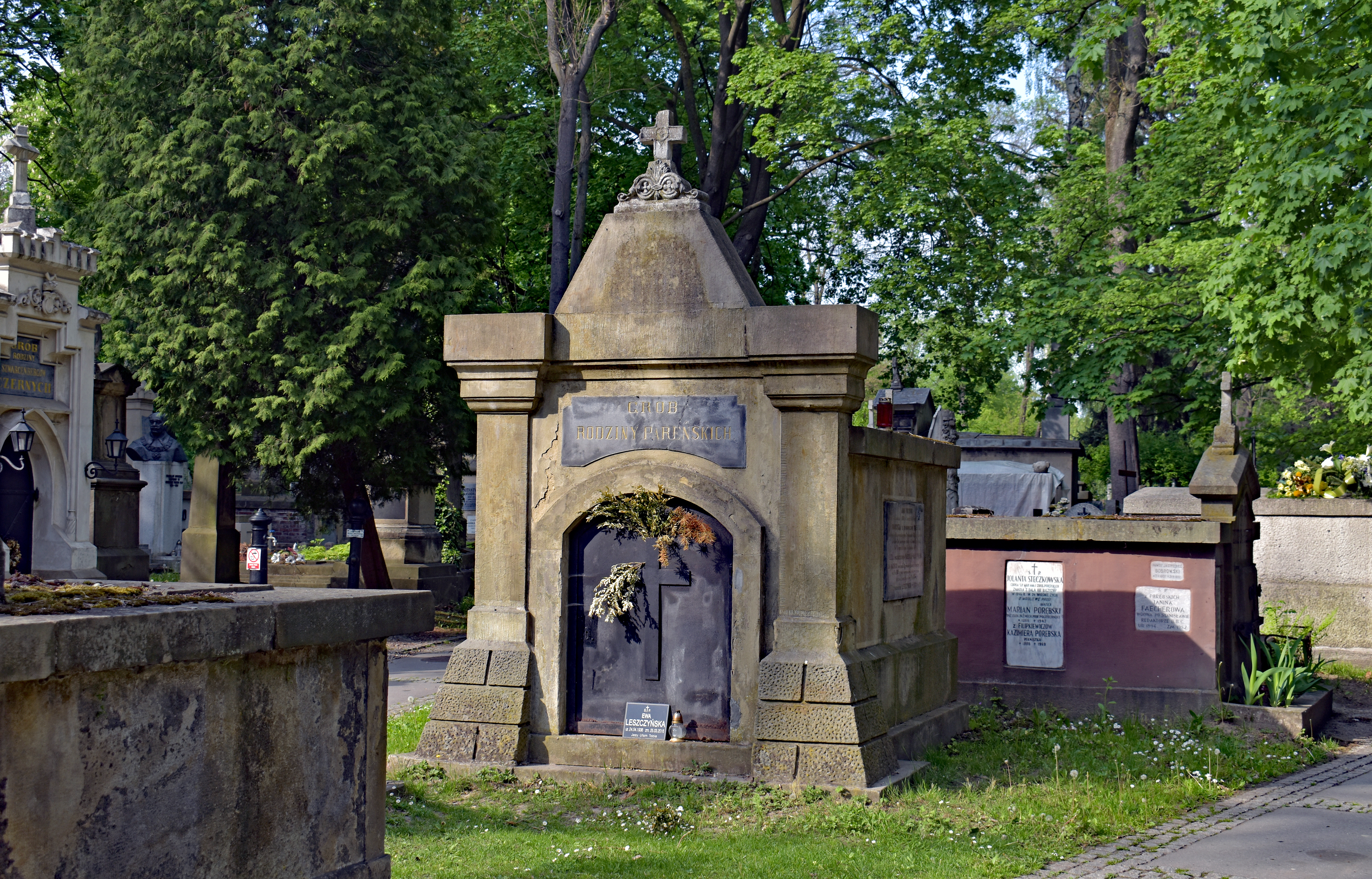
Grobowiec Pareńskich. Miejsce spoczynku na cmentarzu Rakowickim

Edward Władysław Leszczyński herbu Sas (ur. 5 czerwca 1880 w Przemyślu, zm. 26 września 1921 w Krakowie) – krytyk literacki i poeta. Był mężem Elizy Pareńskiej (córki prof. med. Stanisława Pareńskiego), szwagrem Tadeusza Boya-Żeleńskiego.
Pochodził ze środowiska ziemiańskiego był synem Cypriana Edwarda i Amelii z Pilińskich. Studiował filozofię na Uniwersytecie Jagiellońskim, uzyskując 20 lipca 1905 doktorat. Współtwórca Zielonego Balonika. Zmarł na raka gardła. Pochowany został na cmentarzu Rakowickim w grobowcu rodziny Pareńskich.

## Twórczość literacka
- 1901 Poezje
- 1903 Cupio dissolvi – poemat prozą[2]
- 1904 Jolanta – poemat dramatyczny
- 1907 Płomień ofiarny
- 1908 Kabaret szalony[3]
- 1909 Atlantyda – dramat[4]
- 1910 Konik Zwierzyniecki – widowisko[5]
- 1920 Złota gałązka – powiastka fantastyczna[6]
- 1923 Radość samotna – tomik poezji wydany pośmiertnie.

Jego twórczość dramatyczna pozostawała pod wpływem Stanisława Wyspiańskiego.
Dla teatru im. Słowackiego w Krakowie przełożył Teatr cudowności Cervantesa i Zwiastowanie Claudela.
W 1912 roku wydał pracę z dziedziny estetyki poetyckiej "Harmonia słowa – studyum o poezyi".